# Marios Vrousai
Marios Vrousai (en griego: Μάριους Βρουσάι; Naupacto, 2 de julio de 1998) es un futbolista griego que juega en la demarcación de extremo para el Rio Ave F. C. de la Primeira Liga.

## Selección nacional
Tras jugar con la selección de fútbol sub-19 de Grecia y con la sub-21, finalmente hizo su debut con la selección absoluta el 5 de septiembre de 2019 en un partido de la clasificación para la Eurocopa 2020 contra Finlandia. El partido acabó con un resultado de 1-0 a favor del combinado finés tras el gol de Teemu Pukki.

## Clubes
| Club               | País         | Año       | Partidos | Goles |
| ------------------ | ------------ | --------- | -------- | ----- |
| Olympiacos F. C.   | Grecia       | 2018-2019 | 12       | 2     |
| Willem II (cedido) | Países Bajos | 2019-2020 | 41       | 6     |
| Olympiacos F. C.   | Grecia       | 2020-2024 | 88       | 4     |
| Rio Ave F. C.      | Portugal     | 2024-     | 51       | 2     |

## Palmarés

### Títulos nacionales
| Título              | Club             | País   | Año  |
| ------------------- | ---------------- | ------ | ---- |
| Superliga de Grecia | Olympiacos F. C. | Grecia | 2021 |
| Superliga de Grecia | Olympiacos F. C. | Grecia | 2022 |